# AMPRNet
AMPRNet (сокр. от англ. AMateur Packet Radio Network) — компьютерная сеть, соединённая посредством любительской радиосвязи. По-другому сеть называется IPv4 Network 44/8 или просто сеть 44.
AMPRNet соединена точками доступа через как через любительское пакетное радио (скорость связи обычно не превышает 9600 бод (часто 1200 и меньше) из-за ограничений пропускной способности радиоэфира), так и высокоскоростных технологий, вроде HSMM, AREDN (скорость 108 Mbps и выше). AMPRNet построен на TCP/IP, что позволяет использовать протоколы FTP, Telnet, Ping, Finger и HTTP. Из-за природы радиолюбительской связи, существуют ограничения на передачу трафика в интересах третьих лиц и на его шифрование.
На сегодняшний день AMPRNet состоит из нескольких подсетей, расположенных по всему миру. Подсети соединяются туннелями через Интернет.

## Распределение адресов
IP-адреса в AMPRNet находятся в пределах сети 44.0.0.0/8. Адреса из этой сети доступны для каждого лицензированного радиолюбителя. Распределение адресов осуществляется добровольцами-координаторами.

## История
Использование интернет-протоколов TCP/IP в любительском радио началось ещё в самом начале истории Интернета, опередив публичный Интернет более чем на десятилетие. В 1981 году Хэнк Магнуски получил сетевой блок класса A 44/8 с 16,7 миллионами IP-адресов для радиолюбителей по всему миру. Это было до дня флага Интернета (1 января 1983 года), когда протокол ARPANET NCP был заменен протоколом TCP. Первоначальное название, использованное Джоном Постелом в RFC 790, было «Экспериментальная сеть радиолюбителей».
В середине 2019 года часть диапазона IPv4 была продана для обычного использования в связи с исчерпанием адресов IPv4.

## Использование для сетевого телескопа
В 2001 году началось недокументированное и двойное использование 44.0.0.0/8 в качестве сетевого телескопа, зафиксировав распространение червя Code Red II в июле 2001 года.